# هاياتو يانو
هاياتو يانو (باليابانية: 矢野 隼人) (29 أكتوبر 1980 في ساكاي في اليابان – )؛ هو لاعب كرة قدم ياباني سابق كان يلعب كمهاجم.

## وصلات خارجية
- هاياتو يانو على موقع رابطة كرة القدم اليابانية للمحترفين (اليابانية)
- هاياتو يانو على موقع عالم كرة القدم.نت (الإنجليزية)